# Goutte (pharmacie galénique)

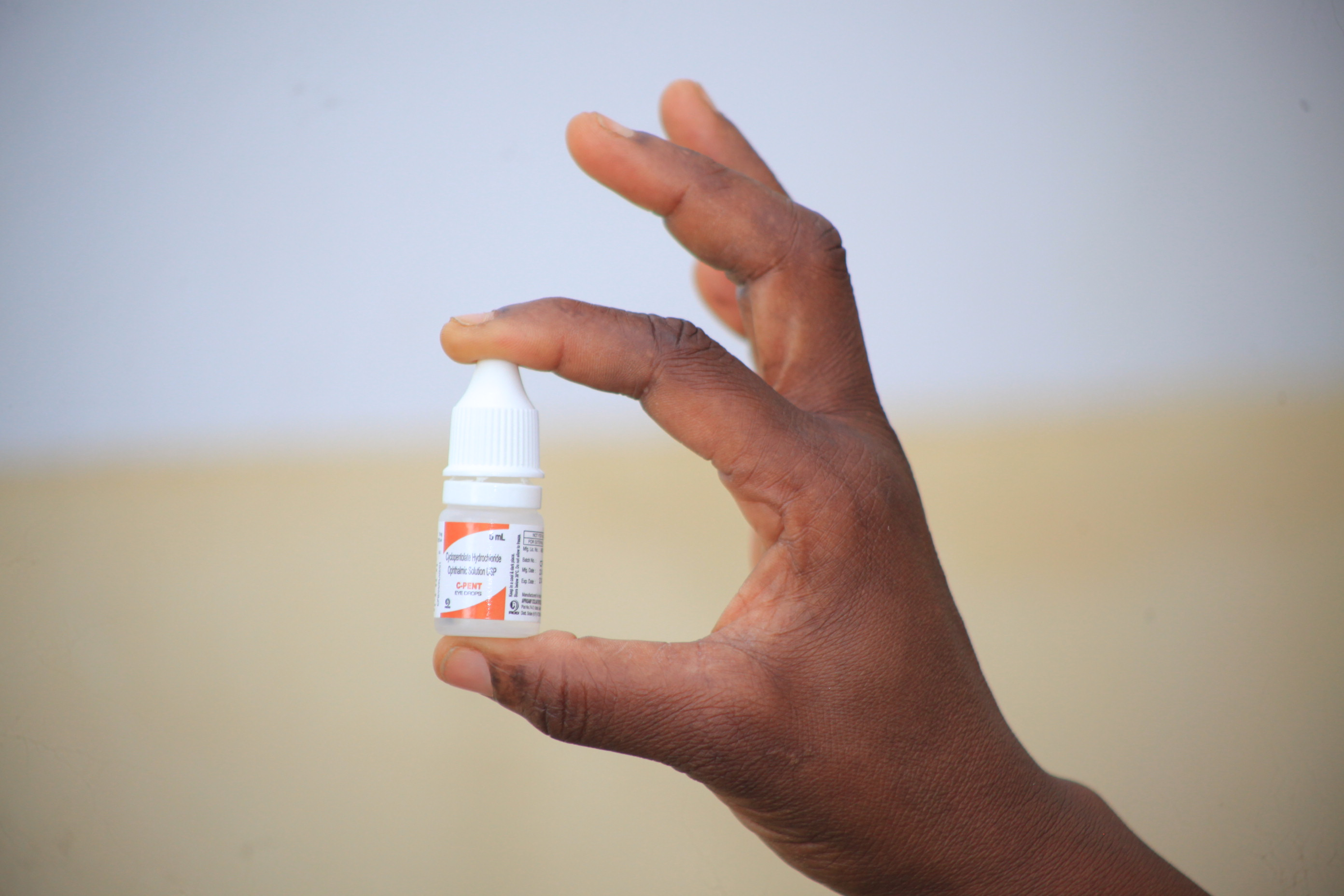
Flacon de gouttes ophtalmiques (ou collyre).

Une goutte est une forme galénique. En gouttes, le médicament est liquide, donné en flacon, instillé sous forme de gouttes, avec  un compte-gouttes : gouttes oculaires (gouttes ophtalmiques ou collyres) (voie ophtalmique), gouttes nasales (voie nasale), gouttes auriculaires (voie auriculaire), goutte buccale (voie buccale) et goutte buvable (voie orale).
- « Médicaments qu'on donne par gouttes (guttatim). Ce sont en général des calmants prescrits particulièrement dans les maladies nerveuses » (Littré)
- « Présentation en flacon d'un médicament liquide destiné à être dosé et administré par gouttes » (Larousse)

## Autrefois
- Gouttes anglaises
- Gouttes céphaliques
- Gouttes noires
- Gouttes utérines
- Gouttes d'aconitine
- Gouttes amères
- Gouttes alcalines
- Gouttes anthelmintiques
- Gouttes antrarthritiques de Terrier
- Gouttes blanches
- Gouttes calmantes
- Gouttes allemandes
- Gouttes d'or de Lamothe
- Gouttes calmantes de Grindle
- Gouttes cordiales de warner
- Gouttes des jésuites
- Gouttes Vallier
- Gouttes d'Iéna
- Gouttes de Lancastre
- Gouttes purgatives de Pope
- Gouttes des Quakers de Tousseau
- Gouttes de Sydenham